# Солом'яний капелюшок (фільм, 1974)
«Солом'яний капелюшок» (рос. «Соломенная шляпка») — радянський двосерійний музичний художній телефільм, поставлений на кіностудії «Ленфільм» у 1974 році режисером Леонідом Квініхідзе за мотивами однойменного водевілю Ежена Марена Лабіша і Марк-Мішеля 1851 року. Прем'єра відбулася на першій програмі Центрального телебачення СРСР 4 січня 1975 року.

## Сюжет
Привабливий рантьє, гульвіса і ловелас Леонідас Фадінар (Андрій Миронов) вирішив покінчити з холостяцьким життям і одружитися з розрахунку — з дочкою багатого провінційного садівника Нонанкура (Владислав Стржельчик). Весільна процесія вже в дорозі, але наречений ще не закінчив зі своїми справами: кінь Фадінара випадково з'їла солом'яний капелюшок мадам Бопертюї (Катерина Васильєва), яка разом зі своїм коханим окупувала будинок Фадінара і відмовляється його залишати, поки він не привезе їй точно такий ж капелюшок, щоб позбавити її від підозр ревнивого чоловіка. Але знайти натомість новий капелюшок не так легко, як здавалося, і Фадінар починає одісею з пошуку солом'яного капелюшка ціною в цілих 500 франків.

## У ролях
- Андрій Миронов — Леонідас Фадінар, наречений
- Владислав Стржельчик — Антуан Петіп'єр Нонанкур, батько нареченої
- Зіновій Гердт — месьє Тардіво, рахівник в магазині мадам Бокардон
- Юхим Копелян — месьє Бопертюї
- Катерина Васильєва — мадам Анаїс Бопертюї, господиня капелюшка
- Людмила Гурченко — Клара Бокардон, господиня капелюшкового магазину
- Аліса Фрейндліх — баронеса де Шампіньї, упорядниця музичного вечора
- Михайло Козаков — віконт де Розальба
- Ігор Кваша — лейтенант Еміль Таверньє
- Олександр Беніамінов — дядечко Везіне
- Володимир Татосов — Фелікс, слуга Фадінара
- Ірина Магуто — Вірджіні, служниця Бопертюї
- Марина Старих — Елен Нонанкур, наречена Фадінара  (озвучує Галина Чигинська)
- Сергій Мигицко — Бобен, кузен нареченої  (роль озвучив — Олександр Дем'яненко)
- Михайло Боярський — Нінарді, італійський співак
- Сергій Боярський — черговий офіцер в сторожці

## Знімальна група
- Сценарій і постановка —  Леоніда Квініхідзе
- Головний оператор —  Євген Шапіро
- Головний художник —  Борис Биков
- Композитор —  Ісаак Шварц
- Автор тексту пісень —  Булат Окуджава
- Звукооператор —  Галина Горбоносова
- Монтаж —  Олександри Борівська